# Opel Cascada
Opel Cascada (cachoeira em espanhol) é um veículo conversível subcompacto de 4 lugares e teto de tecido fabricado pela montadora alemã Opel de 2013 à 2019 em apenas uma geração. É também vendido como Opel Cabrio na Espanha, Vauxhall Cascada no Reino Unido, Holden Cascada na Austrália e na Nova Zelândia, e o Buick Cascada nos Estados Unidos e China. Não é vendido no Canadá. O veículo prioriza conforto sobre esportividade.